# Lithoplocamia lithistoides
Lithoplocamia lithistoides är en svampdjursart som beskrevs av Arthur Dendy 1922. Lithoplocamia lithistoides ingår i släktet Lithoplocamia och familjen Raspailiidae. Inga underarter finns listade i Catalogue of Life.